# Martin Hochmeister (nyomdász, 1740–1789)
id. Martin Hochmeister (1740–1789) erdélyi szász nyomdász, könyvkereskedő.

## Élete
Nagyszebenben Johann Barth mester műhelyében tanulta a nyomdászatot. 1773-ban a császári lottójátékon 108 aranyat nyert, amelyből 1777-ben megvásárolta a Sárdi-nyomdát. 1778-tól könyvkereskedést, 1782-től pedig kölcsönkönyvtárat is nyitott. 1784-től ő adta ki a Siebenbürger Zeitung-ot, amely hamarosan a szászok legolvasottabb lapjává vált. Az 1787-től Hermannstädter Kriegsbote,  1791-től Siebenbürger Bote címen megjelenő lap a felvilágosodás szellemében készült, ezért Hochmeister 1785-ben a bécsi udvar megrovásában részesült. Ő létesítette a nagyszebeni színházat, 24 000 forintért.
Fia, ifjabb Martin Hochmeister folytatta apja tevékenységét.